# Mario Carević
Mario Carević (født 29. marts 1982 i Makarska, Jugoslavien) er en kroatisk tidligere fodboldspiller (midtbane).
Carević spillede én kamp for Kroatiens landshold, en venskabskamp mod Makedonien i 2003. På klubplan repræsenterede han blandt andet Hajduk Split i hjemlandet, VfB Stuttgart i Tyskland samt belgiske Lokeren og Kortrijk.